# نورلان بخانوف
نورلان بخانوف (متولد ۱۵ آوریل ۱۹۸۷) کشتی‌گیر آزادکار  تیم ملی قزاقستان است. وی برنده مدال نقره قهرمانی جهان ۲۰۱۶ بوداپست در وزن ۷۰ کیلوگرم شده‌است. وی همچنین توانست مدال نقره مسابقات قهرمانی کشتی آسیا ۲۰۱۶ در وزن ۷۰ کیلوگرم را بدست آورد.